# Пикадор
Пикадорът (на испански: picadores) е един от двойката конни тореадори в бикоборството в испански стил, който промушва бика с кавалерийско копие. Те изпълняват своята роля в tercio de varas – първият от трите етапа в стилизирана корида.

## Функция
Пикадорът има три основни функции в традиционната корида:
- Да пробие мускула на задната част на шията на бика
- Да умори мускулите на шията на бика и общата издръжливост, докато се опитва да вдигне коня с глава.
- Да спусне главата на бика в подготовка за следващия етап

Ако публиката смята, че пикадорът е по-добър от бика, обществеността ще свири с уста, освирква или ще се подиграе, както сметне за добре. Това е така, защото те не искат бикът да загуби цялата си сила и енергия, тъй като това може да доведе до скучна корида.
Пикадорът е длъжен да прободе бика с две копия в арена за първа категория (Барселона, Мадрид, Севиля, Сарагоса и др.), но матадорът може да поиска второто да бъде отменено в кръгове от втора или трета категория. Бикът може да получи три копия, ако е особено свиреп.
Стремежът на бика да пребори пикадора често се посочва като най-голямото изпитание за неговата смелост. Бик, който не се съпротивлява агресивно, може да бъде наказан с черна бандерила (ярко оцветена пръчка с харпунено острие в края), която, макар и малко по-дълга от обикновената бандерила, е до голяма степен символична и белег на срам за животновъда.